# Sita Sanogo
Pour les articles homonymes, voir Sanogo.
Sita Sanogo, née le 16 mai 1995, est une taekwondoïste ivoirienne.

## Carrière
Sita Sanogo est médaillée d'argent dans la catégorie des moins de 67 kg aux Championnats d'Afrique de taekwondo 2009 à Yaoundé.